# Cheveuges
Cheveuges est une commune française située dans le département des Ardennes, en région Grand Est.

## Géographie

### Description
Cheveuges est située  au cœur de la vallée de la Bar, à cinq kilomètres de Sedan, sur la route de Châlons-en-Champagne.
Cheveuges est dominée par les collines de la Marfée, où s'est déroulée en 1641  la bataille de la Marfée.
Le village est dominé, d'un côté, par les collines de la Marfée et de l'autre, par la Croix Piot. Des collines descendent des sources qui alimentent en eau le village. On accède à la Croix Piot (et, dans la forêt, à la chapelle Saint-Onésime) depuis Cheveuges, par un sentier balisé. De là, on peut admirer un point de vue sur 270° : Sedan, Charleville-Mézières et les villages environnants. On peut s'y repérer grâce à une table d'orientation.

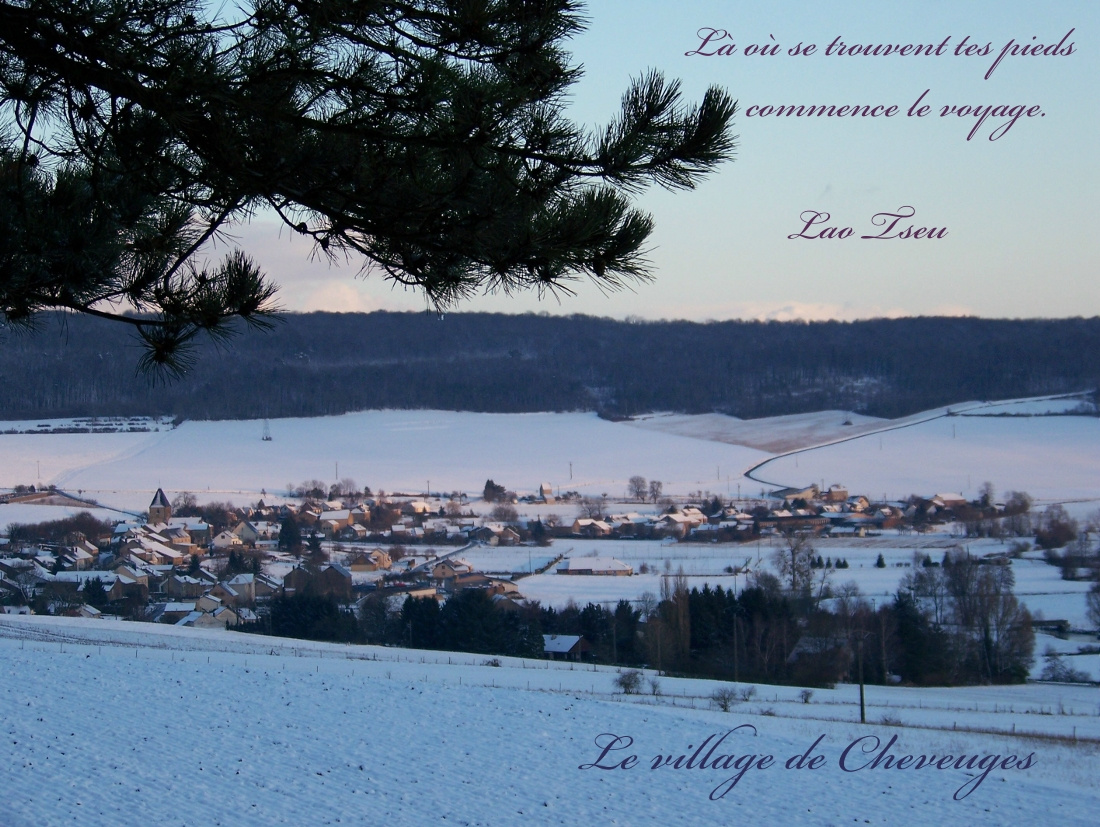
Cheveuges, nichée au creux de la vallée de la Bar, un soir d'hiver.
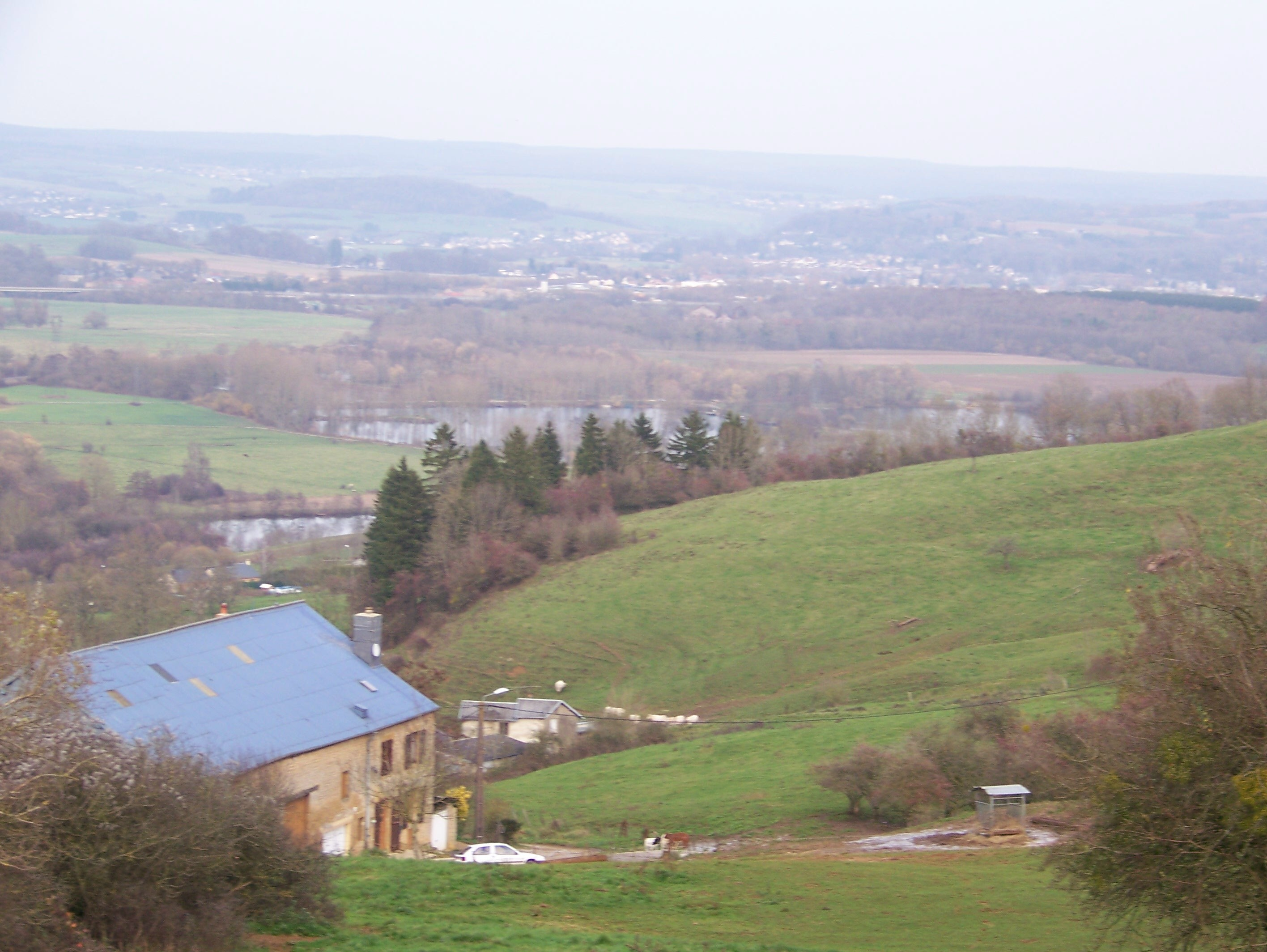
La ferme de Moscou et le point de vue.
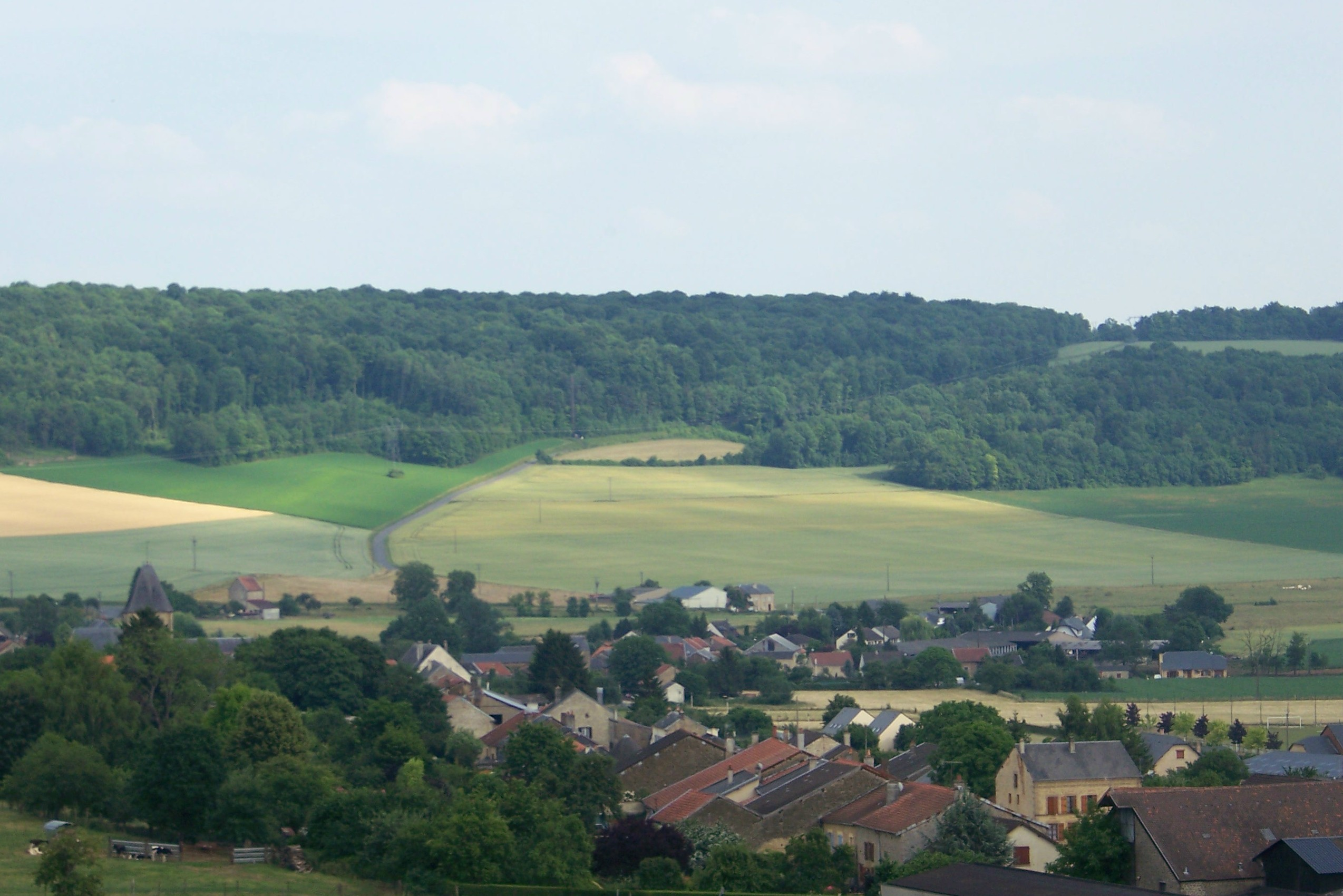
Le paysage.
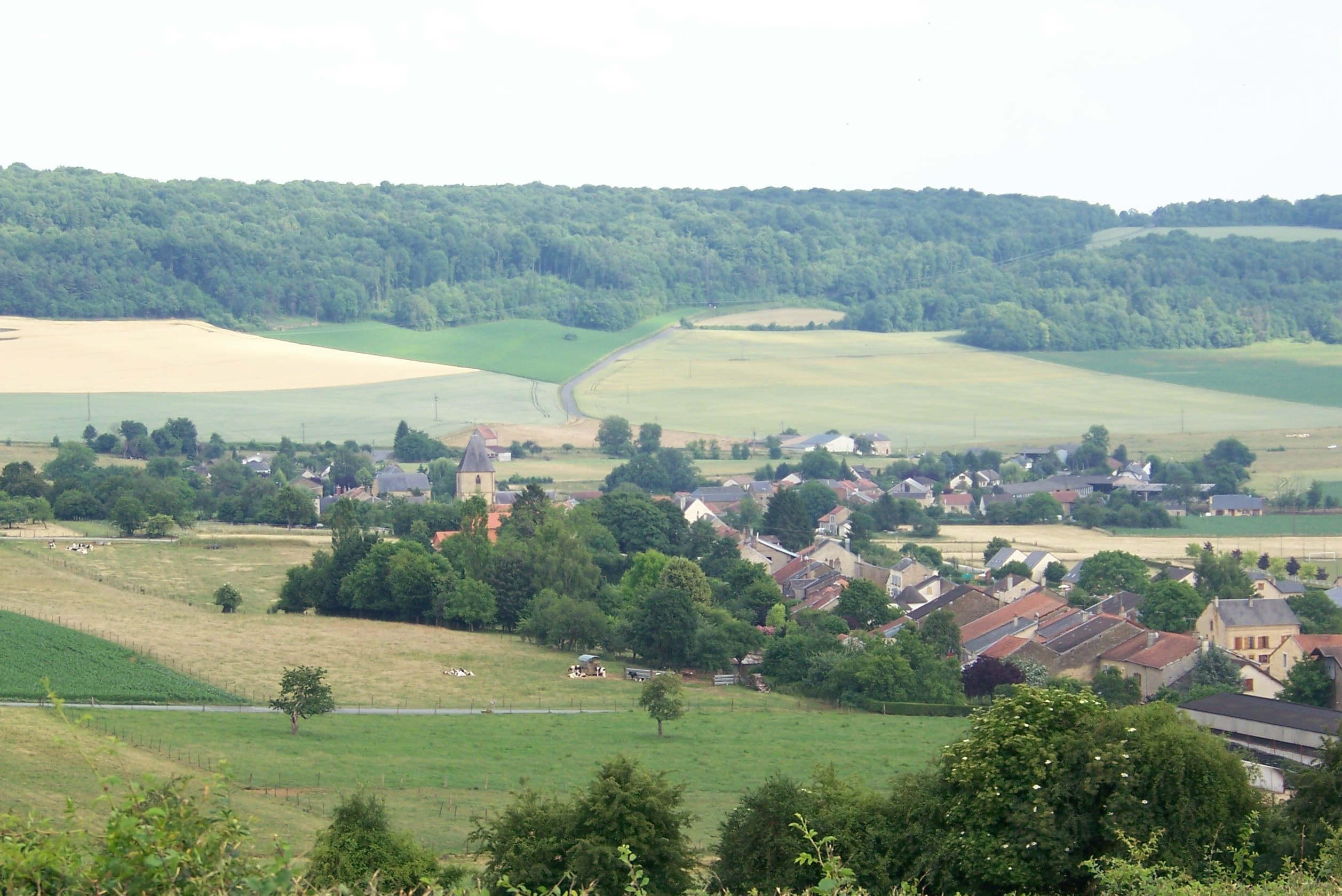
Les alentours.

### Communes limitrophes
| Donchery        | Sedan           | Wadelincourt       |
| Villers-sur-Bar | Cheveuges       | Noyers-Pont-Maugis |
| Saint-Aignan    | Chémery-Chéhéry | Bulson             |

### Hydrographie
La commune est dans le bassin versant de la Meuse au sein du bassin Rhin-Meuse. Elle est drainée par la Bar,.
La Bar, d'une longueur de 62 km, prend sa source dans la commune de Harricourt et se jette  dans la Meuse à Dom-le-Mesnil, après avoir traversé 20 communes.

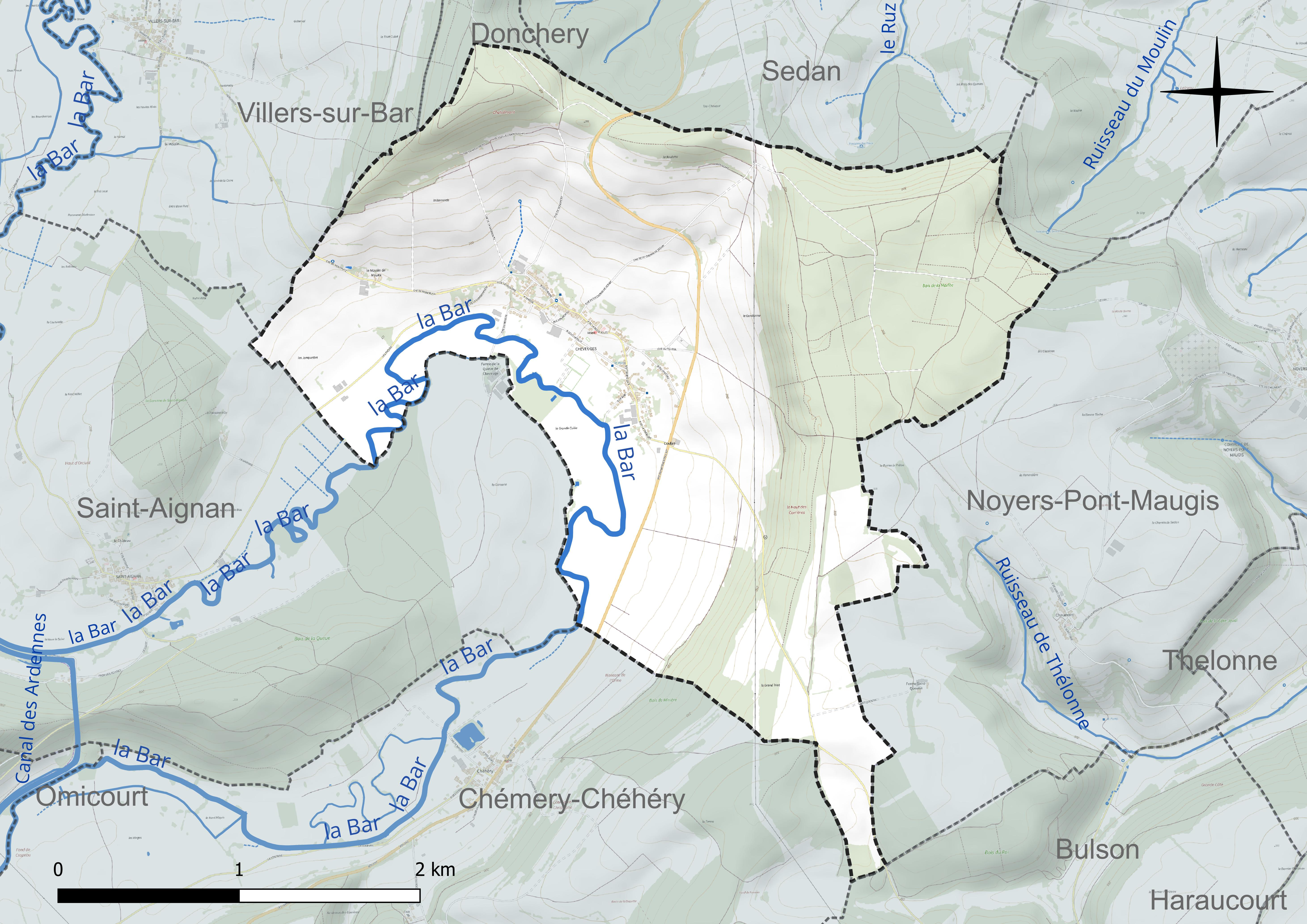
Réseau hydrographique de Cheveuges.

### Climat
Pour des articles plus généraux, voir Climat du Grand Est et Climat des Ardennes.
En 2010, le climat de la commune est de type climat de montagne, selon une étude du Centre national de la recherche scientifique s'appuyant sur une série de données couvrant la période 1971-2000. En 2020, Météo-France publie une typologie des climats de la France métropolitaine dans laquelle la commune est exposée à un climat océanique altéré et est dans la région climatique Lorraine, plateau de Langres, Morvan, caractérisée par un hiver rude (1,5 °C), des vents modérés et des brouillards fréquents en automne et hiver.
Pour la période 1971-2000, la température annuelle moyenne est de 9,9 °C, avec une amplitude thermique annuelle de 15,5 °C. Le cumul annuel moyen de précipitations est de 975 mm, avec 13,3 jours de précipitations en janvier et 9,5 jours en juillet. Pour la période 1991-2020, la température moyenne annuelle observée sur la station météorologique de Météo-France la plus proche, « Douzy », sur la commune de Douzy à 11 km à vol d'oiseau, est de 10,5 °C et le cumul annuel moyen de précipitations est de 857,0 mm. 
La température maximale relevée sur cette station est de 40,3 °C, atteinte le 25 juillet 2019 ; la température minimale est de −14,8 °C, atteinte le 3 janvier 2004,,.
Les paramètres climatiques de la commune ont été estimés pour le milieu du siècle (2041-2070) selon différents scénarios d'émission de gaz à effet de serre à partir des nouvelles projections climatiques de référence DRIAS-2020. Ils sont consultables sur un site dédié publié par Météo-France en novembre 2022.

## Urbanisme
Partiellement reconstruit, son église restaurée, Cheveuges tend à s'étendre vers Saint-Aignan.

### Typologie
Au 1er janvier 2024, Cheveuges est catégorisée commune rurale à habitat dispersé, selon la nouvelle grille communale de densité à 7 niveaux définie par l'Insee en 2022.
Elle est située hors unité urbaine. Par ailleurs la commune fait partie de l'aire d'attraction de Sedan, dont elle est une commune de la couronne,. Cette aire, qui regroupe 31 communes, est catégorisée dans les aires de moins de 50 000 habitants,.

### Occupation des sols
L'occupation des sols de la commune, telle qu'elle ressort de la base de données européenne d’occupation biophysique des sols Corine Land Cover (CLC), est marquée par l'importance des territoires agricoles (60,9 % en 2018), une proportion sensiblement équivalente à celle de 1990 (61,1 %). La répartition détaillée en 2018 est la suivante : terres arables (33,2 %), forêts (32,4 %), prairies (27,7 %), zones urbanisées (3,9 %), milieux à végétation arbustive et/ou herbacée (2,8 %). L'évolution de l’occupation des sols de la commune et de ses infrastructures peut être observée sur les différentes représentations cartographiques du territoire : la carte de Cassini (XVIIIe siècle), la carte d'état-major (1820-1866) et les cartes ou photos aériennes de l'IGN pour la période actuelle (1950 à aujourd'hui).

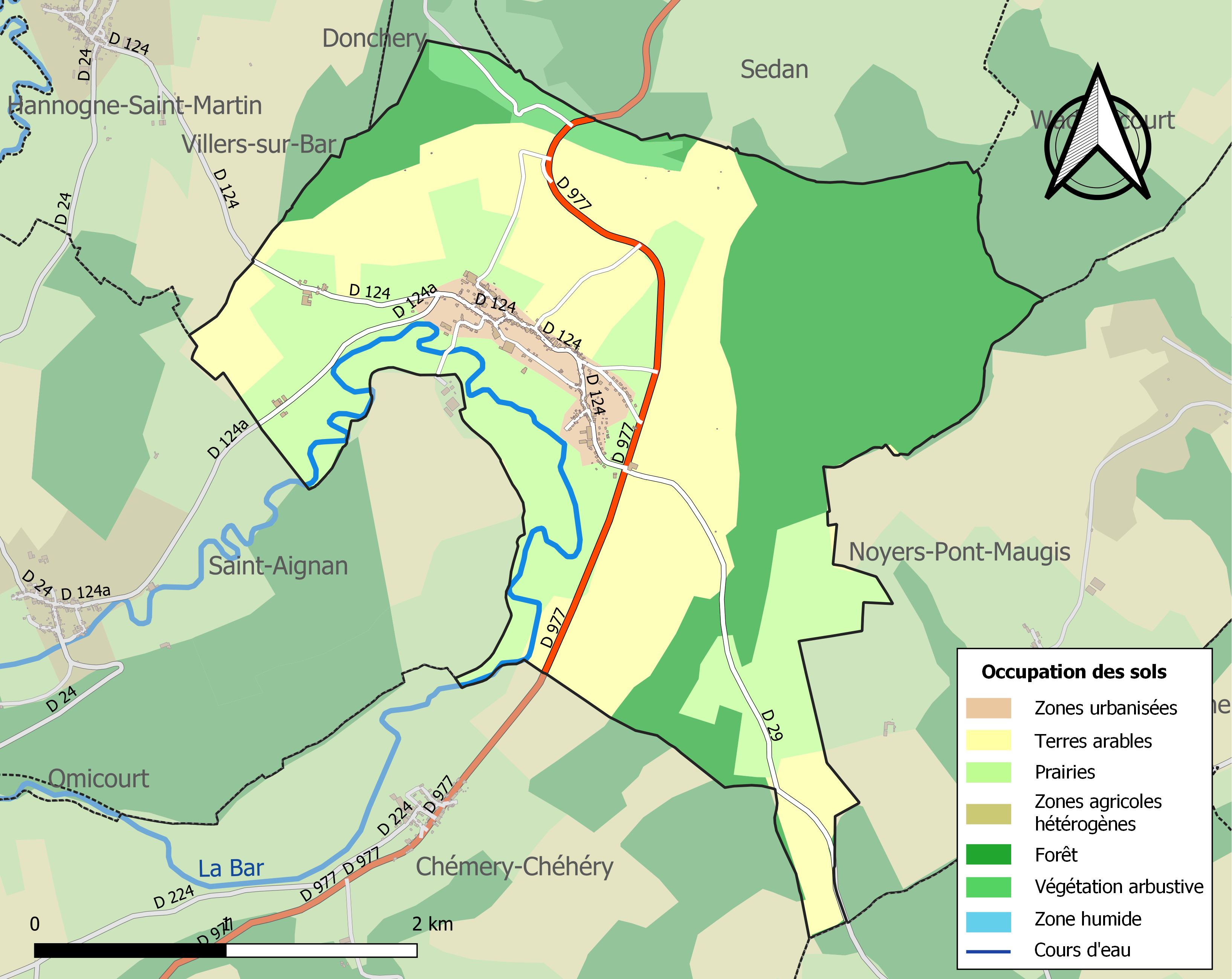
Carte des infrastructures et de l'occupation des sols de la commune en 2018 (CLC).

### Habitat et logement
En 2019, le nombre total de logements dans la commune était de 196, alors qu'il était de 188 en 2014 et de 168 en 2009.
Parmi ces logements, 92,3 % étaient des résidences principales, 1 % des résidences secondaires et 6,6 % des logements vacants. Ces logements étaient pour 96,4 % d'entre eux des maisons individuelles et pour 3,6 % des appartements.
Le tableau ci-dessous présente la typologie des logements à Cheveuges en 2019 en comparaison avec celle des Ardennes et de la France entière. Une caractéristique marquante du parc de logements est ainsi une proportion de résidences secondaires et logements occasionnels (1 %) inférieure à celle du département (3,5 %) mais supérieure à celle de la France entière (9,7 %). Concernant le statut d'occupation de ces logements, 80,7 % des habitants de la commune sont propriétaires de leur logement (74,7 % en 2014), contre 60,5 % pour les Ardennes et 57,5 pour la France entière.
| Typologie                                               | Cheveuges | Ardennes | France entière |
| ------------------------------------------------------- | --------- | -------- | -------------- |
| Résidences principales (en %)                           | 92,3      | 84,8     | 82,1           |
| Résidences secondaires et logements occasionnels (en %) | 1         | 3,5      | 9,7            |
| Logements vacants (en %)                                | 6,6       | 11,7     | 8,2            |

## Toponymie
Cheveuges s'écrivait Cavouges ou encore Cavoges en dialecte ardennais (nord champenois) dans les chartes du XVIIe siècle.
Le toponyme remonte peut-être à un type *Capilicas (villa), formation toponymique basée sur le nom de personne gallo-roman Capilius, suivi d'un suffixe -icum, d'où le sens global de « propriété de Capilius ».
Une autre hypothèse suggère un emploi substantivé de l'adjectif bas-latin cavosus (c'est-à-dire du gallo-roman CAVOSU), qui signifierait : « (village) encaissé » (dans la vallée de la Bar). Cette explication est difficilement admissible phonétiquement, CAVOSU ne pouvant pas avoir abouti à Cavouges.
En fin de compte, l'origine du nom reste obscure.

## Histoire
Son histoire est celle d'un village frontalier.
Cheveuges a connu, au long des siècles :
- l'époque troublée du Haut Moyen Âge dont témoigne encore, parmi ses sœurs de la vallée, son église fortifiée ;
- la guerre de Cent Ans, puis la Fronde : le passage des Impériaux, appelés par le prince de Sedan, ne laissa derrière lui que ruines dans la région. Lors de la bataille de la Marfée, en 1641 le comte de Soissons battit les troupes royales du maréchal de Châtillon, envoyées par Richelieu ;
- la Guerre franco-allemande de 1870 : lors de la sanglante bataille de Sedan, les 30, 31 août et 1er septembre 1870, l'état-major allemand était installé dans le bois de la Croix Piot ;
- la Première Guerre mondiale : bataille de la Marfée en août 1914 (les troupes françaises ne réoccupèrent Cheveuges que le 11 novembre 1918) ;
- la Seconde Guerre mondiale, enfin : placée à la convergence des trois points de franchissement de la Meuse par le XIX. Armee-Korps (mot.) de Heinz Guderian, lors de la percée de Sedan, en mai 1940, Cheveuges fut sinistrée à 40 %. La Croix-Piot a notamment été fortement touché par le bombardement de la Luftwaffe dans la journée du 13 mai 1940[16] pour appuyer le franchissement en cours de la Meuse par les Allemands. Les Allemands du Schützen-Regiment 1 (infanterie de la 1. Panzer-Division de Friedrich Kirchner) atteignent le nord de Cheveuges vers 19 h ce 13 mai, et tombent alors sur la ligne d'arrêt des Français dont fait partie la Croix-Piot[17].

La commune, instituée par la Révolution française, a absorbé en 1964 celle de Saint-Aignan, qui est redevenue autonome en 1985.

## Politique et administration

### Rattachements administratifs et électoraux

#### Rattachements administratifs
La commune se trouve depuis 1942 dans l'arrondissement de Sedan du département des Ardennes.
Elle faisait partie de 1801 à 1973 du canton de Sedan-Sud, année où elle intègre le canton de Sedan-Ouest. Dans le cadre du redécoupage cantonal de 2014 en France, cette circonscription administrative territoriale a disparu, et le canton n'est plus qu'une circonscription électorale.

#### Rattachements électoraux
Pour les élections départementales, la commune est membre depuis 2014 du  canton de Sedan-1
Pour l'élection des députés, elle fait partie de la troisième circonscription des Ardennes.

### Intercommunalité
Cheveuges était membre de la communauté de communes du Pays des Sources au Val de Bar, un établissement public de coopération intercommunale (EPCI) à fiscalité propre créé fin 1995  et auquel la commune avait transféré un certain nombre de ses compétences, dans les conditions déterminées par le code général des collectivités territoriales.
Dans le cadre des dispositions de la loi de modernisation de l'action publique territoriale et d'affirmation des métropoles (loi MAPAM)  du 27 janvier 2014, cette intercommunalité a fusionné avec ses voisines pour former, le 1er janvier 2014, la communauté d'agglomération dénommée Ardenne Métropole, dont est désormais membre la commune.

### Liste des maires
| Période                                  | Période                       | Identité          | Étiquette | Qualité                                    |
| ---------------------------------------- | ----------------------------- | ----------------- | --------- | ------------------------------------------ |
| Les données manquantes sont à compléter. |                               |                   |           |                                            |
| mars 2001                                | 2014                          | Annie Hubert      |           |                                            |
| 2014                                     | En cours (au 2 décembre 2021) | Thierry Alexandre |           | Technicien Réélu pour le mandat 2020-2026, |

## Démographie
L'évolution du nombre d'habitants est connue à travers les recensements de la population effectués dans la commune depuis 1793. Pour les communes de moins de 10 000 habitants, une enquête de recensement portant sur toute la population est réalisée tous les cinq ans, les populations de référence des années intermédiaires étant quant à elles estimées par interpolation ou extrapolation. Pour la commune, le premier recensement exhaustif entrant dans le cadre du nouveau dispositif a été réalisé en 2004.

En 2022, la commune comptait 470 habitants, en évolution de +12,71 % par rapport à 2016 (Ardennes : −2,97 %, France hors Mayotte : +2,11 %).
| 1793 | 1800 | 1806 | 1821 | 1831 | 1836 | 1841 | 1846 | 1851 |
| ---- | ---- | ---- | ---- | ---- | ---- | ---- | ---- | ---- |
| 370  | 432  | 447  | 566  | 664  | 653  | 673  | 678  | 686  |

| 1866 | 1872 | 1876 | 1881 | 1886 | 1891 | 1896 | 1901 | 1906 |
| ---- | ---- | ---- | ---- | ---- | ---- | ---- | ---- | ---- |
| 663  | 687  | 632  | 575  | 542  | 507  | 513  | 445  | 401  |

| 1911 | 1921 | 1926 | 1931 | 1936 | 1946 | 1954 | 1962 | 1968 |
| ---- | ---- | ---- | ---- | ---- | ---- | ---- | ---- | ---- |
| 355  | 359  | 348  | 298  | 309  | 209  | 225  | 222  | 451  |

| 1975 | 1982 | 1990 | 1999 | 2004 | 2006 | 2009 | 2014 | 2019 |
| ---- | ---- | ---- | ---- | ---- | ---- | ---- | ---- | ---- |
| 416  | 486  | 391  | 419  | 419  | 406  | 436  | 425  | 455  |

| 2022 | - | - | - | - | - | - | - | - |
| ---- | - | - | - | - | - | - | - | - |
| 470  | - | - | - | - | - | - | - | - |

En 2019, la commune  compte 455 habitants. Elle en a groupé jusqu'à 507 pendant la période artisanale du siècle dernier, ais seulement 240 en 1774, à la veille de la Révolution française.

## Économie
Selon le dossier de début 2023 de l'Insee pour cette commune, la population de cette commune est relativement stable de 2008 à 2919 mais légèrement en croissance, les résidences sont essentiellement des résidences principales. 90 % des actifs de plus de 15 ans ont un emploi dans une autre commune et utilisent pour la grande majorité une voiture pour s'y rendre. La commune compte une vingtaine d'entreprises et aucun hébergement touristique de type hôtel ou camping.

## Culture locale et patrimoine

### Lieux et monuments
- L'église Saint-Rémi de Cheveuges est une église dont la construction remonte au XIe siècle, elle a été classée en 1959 au titre des Monuments historiques[26]. En 1984, la charpente du clocher a été refaite à neuf grâce à une subvention de l'État, de la région et du conseil général.

- Les moulins : 
Cheveuges comptait trois moulins à eau, actuellement, il n'en reste que deux : dans le moulin d'en bas, on peut encore voir la roue.

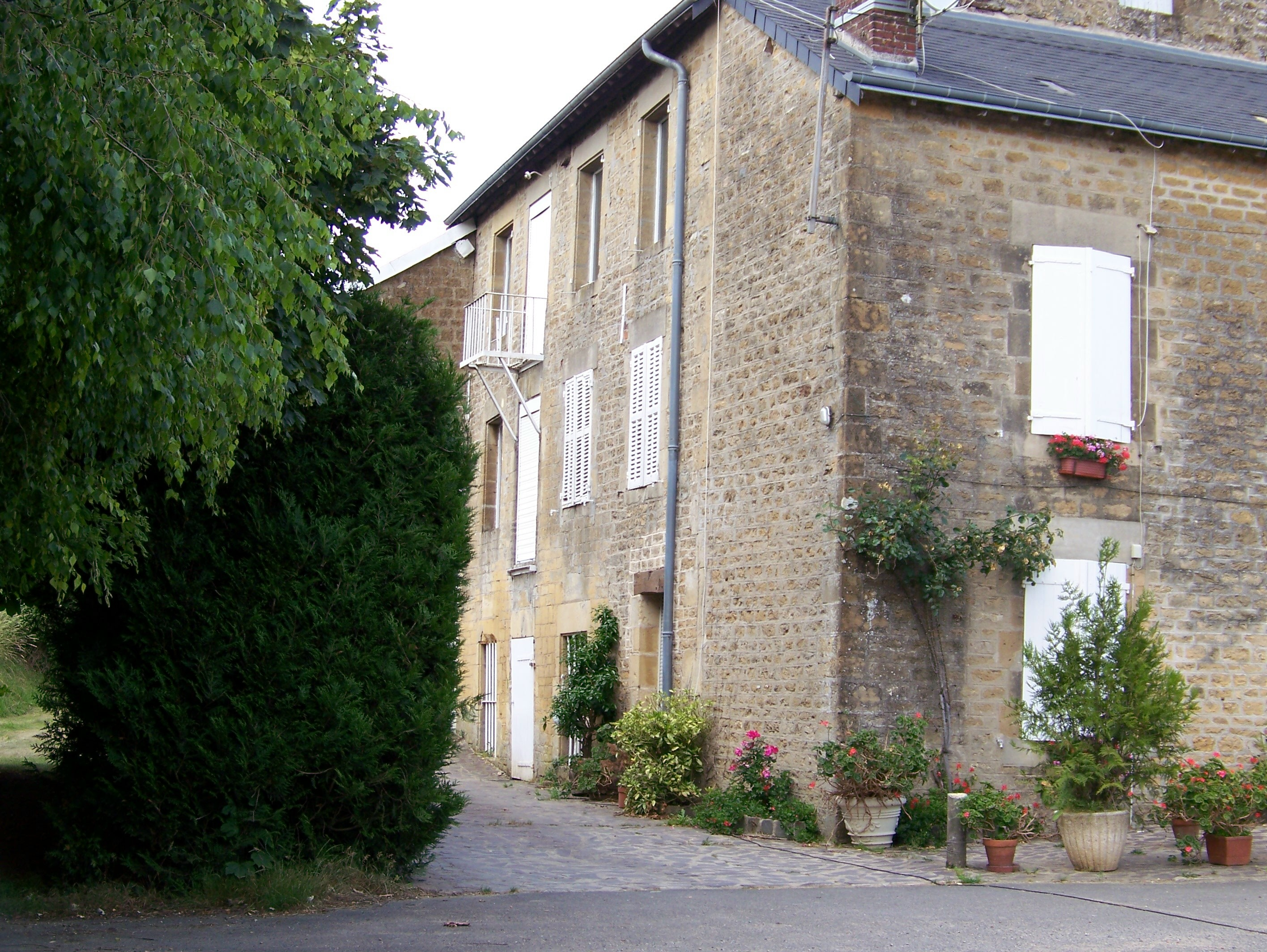
Le moulin d'en bas.
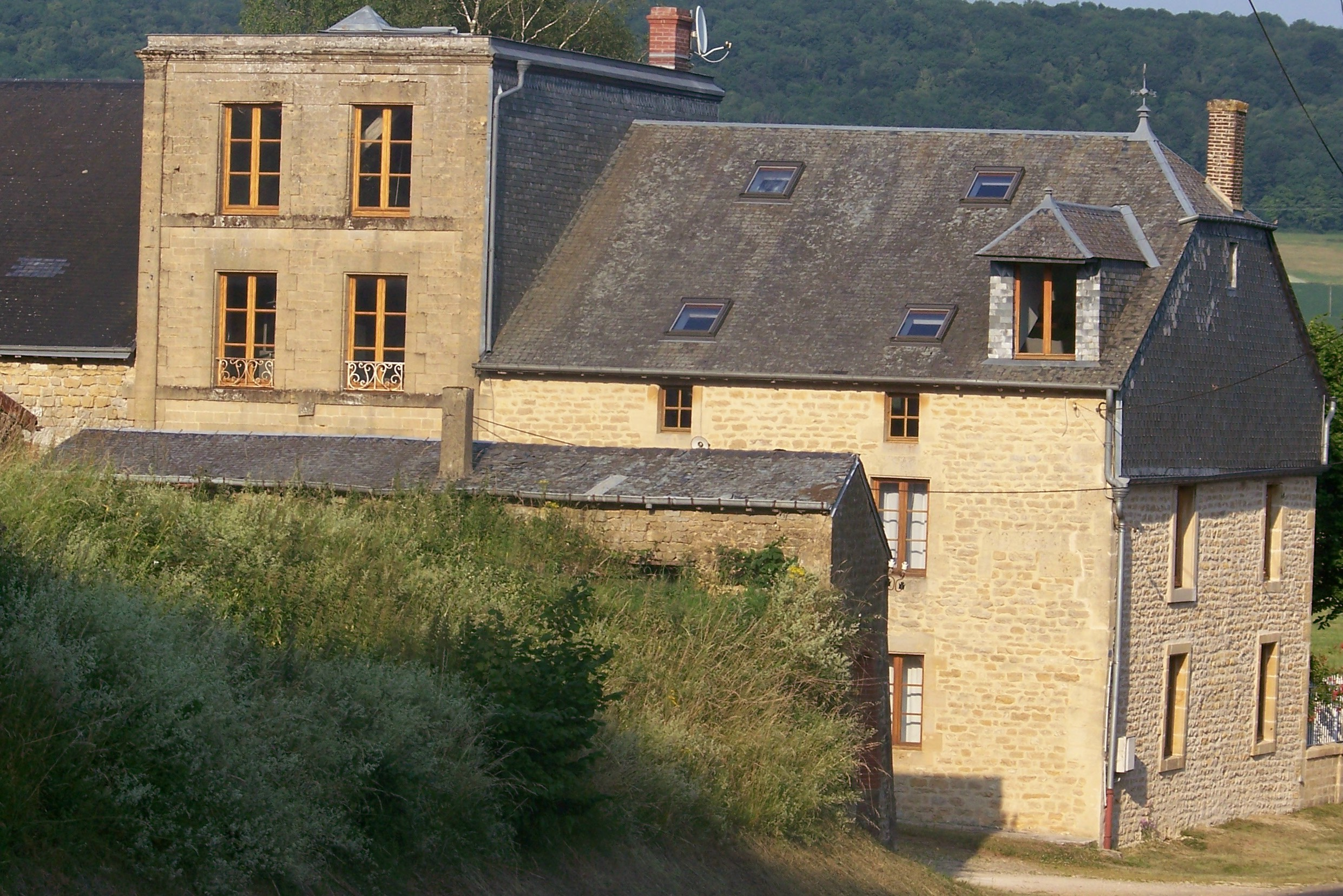
Le moulin d'en haut.
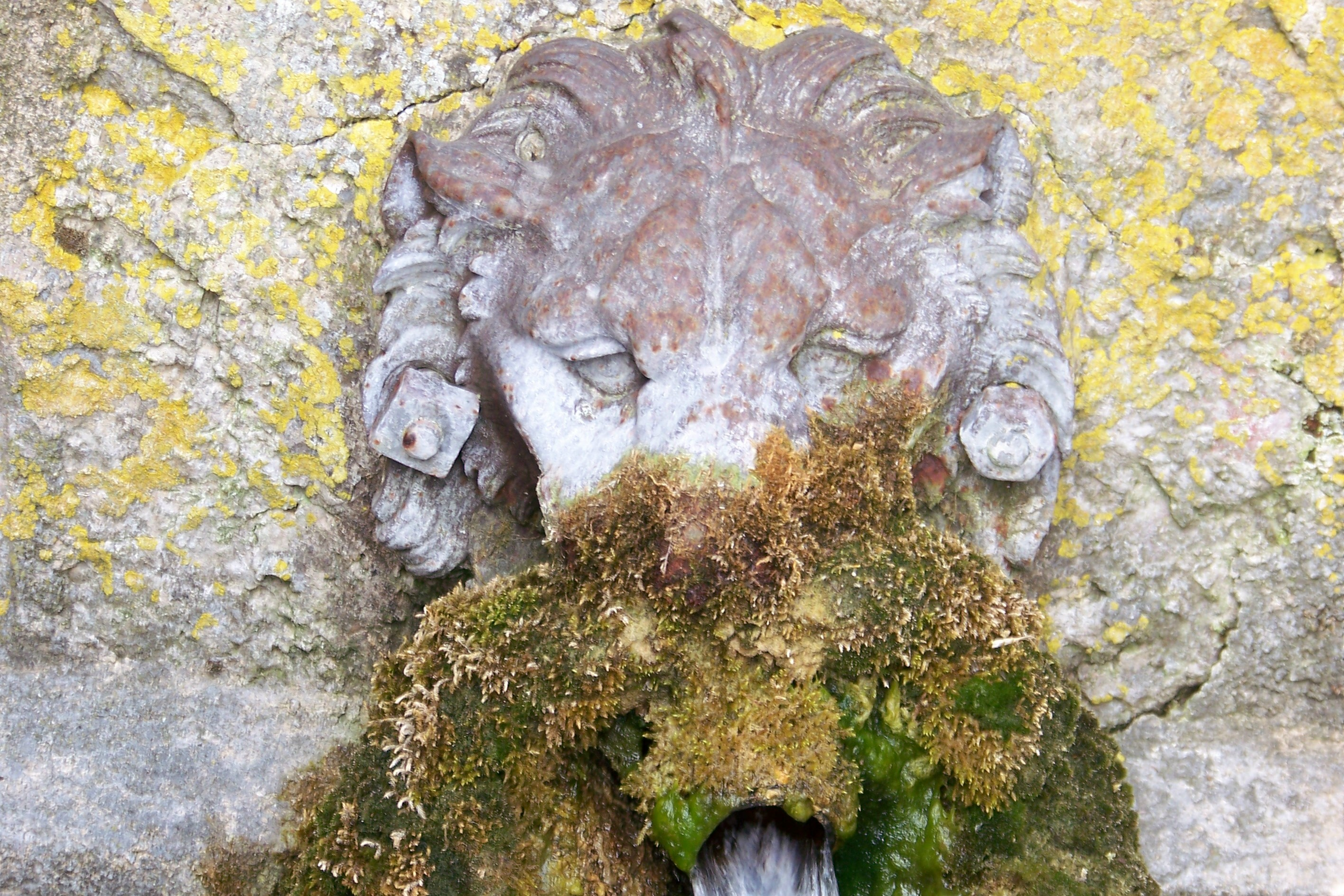
La tête du lion.

- La chapelle Saint-Onésime : 
En pénétrant dans les bois de la Croix Piot, on découvre la chapelle Saint-Onésime.
Tous les ans, des habitants de Donchery s'y rendent en pèlerinage.
On peut lire dans la chapelle quelques lignes qui font référence à la rencontre d'Onésime avec saint Paul :
La requête est pour mon enfant Onésime que j'ai engendré dans les chaînes.
Je te le renvoie, et lui, c'est comme mon propre cœur.
Reçois-le, non plus comme un esclave, mais bien mieux qu'un esclave, comme...
Voir à ce sujet l'histoire de saint Onésime, elle explique le sens de ces lignes.

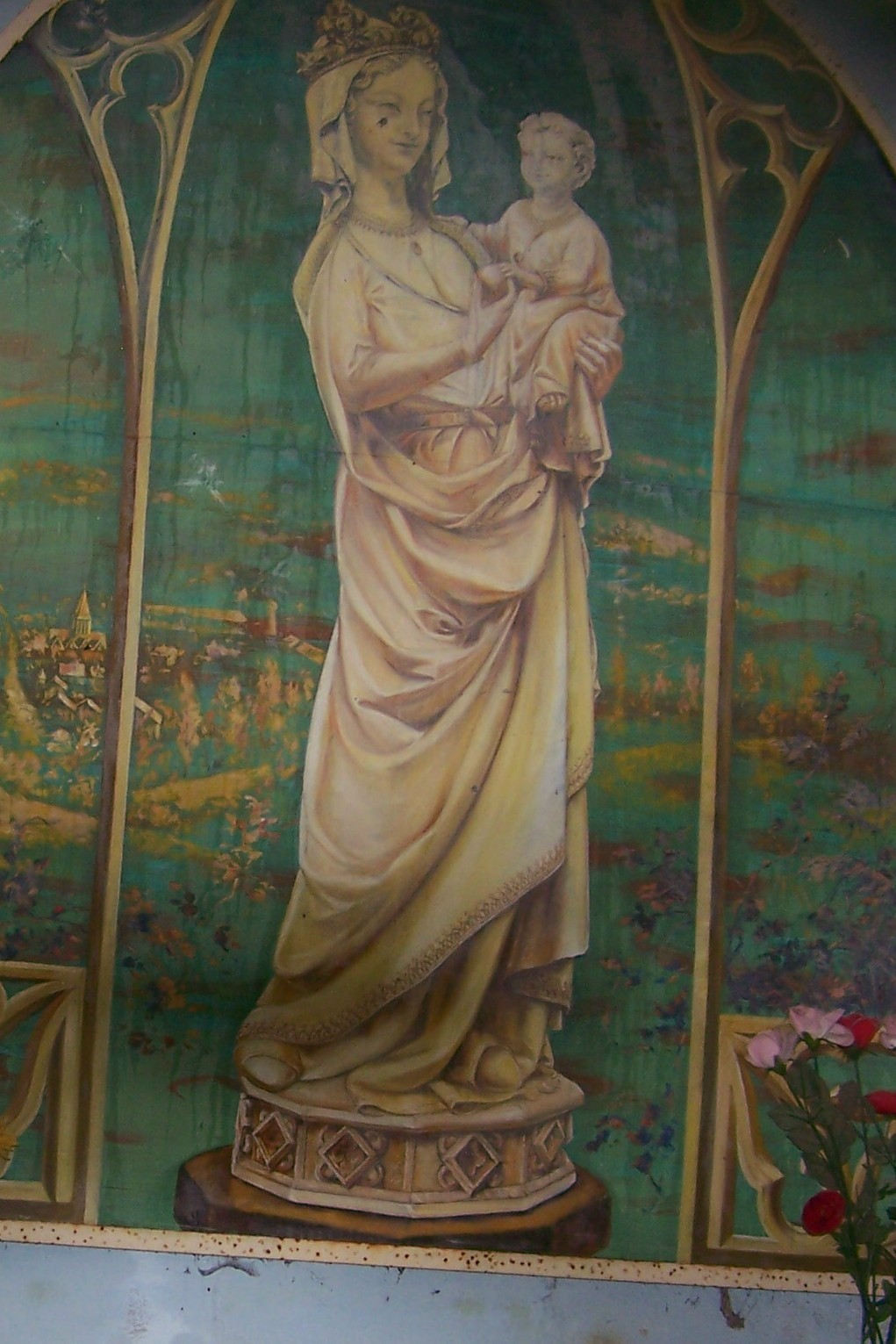
Fresque dans la chapelle.
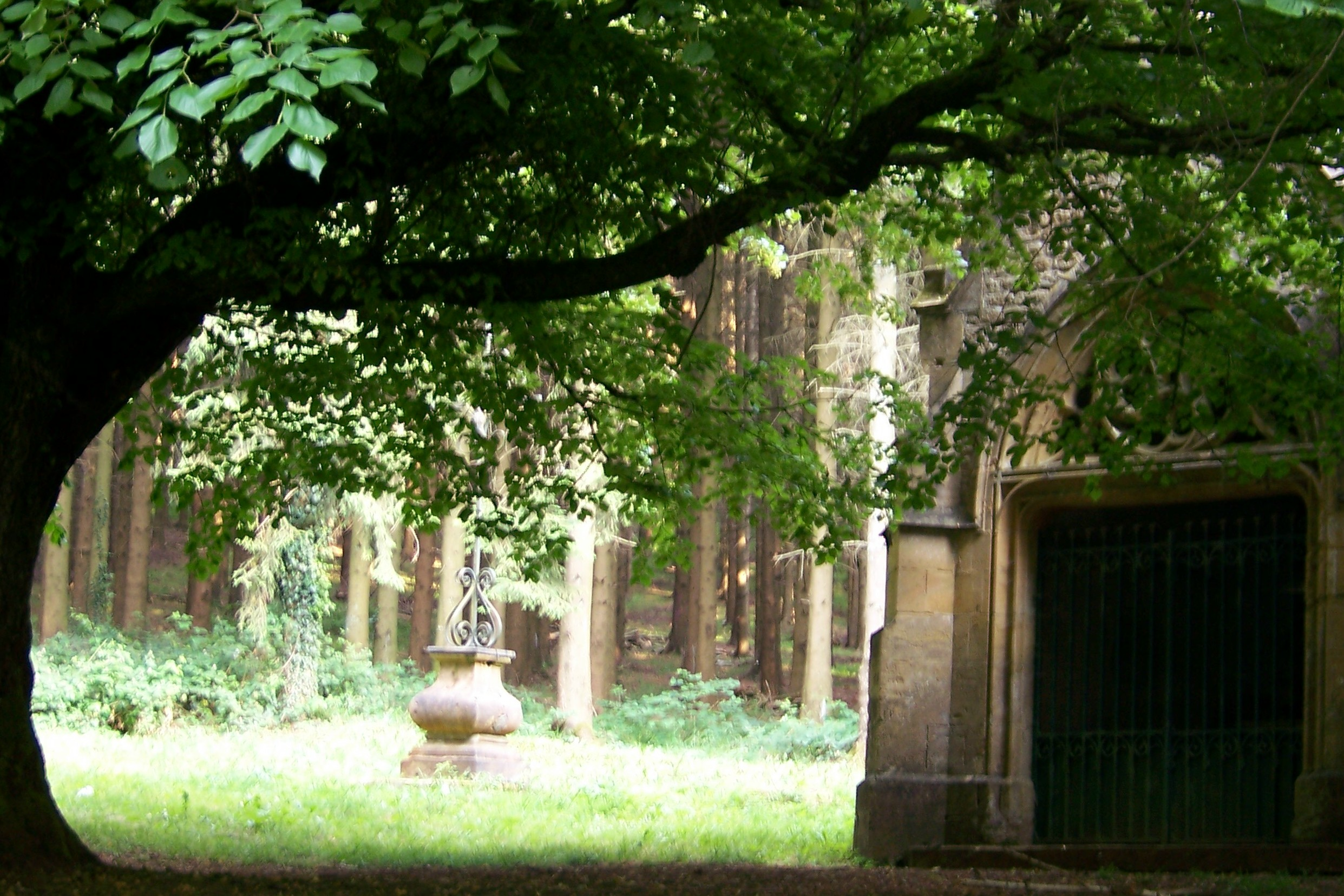
Chapelle Saint-Onesime.
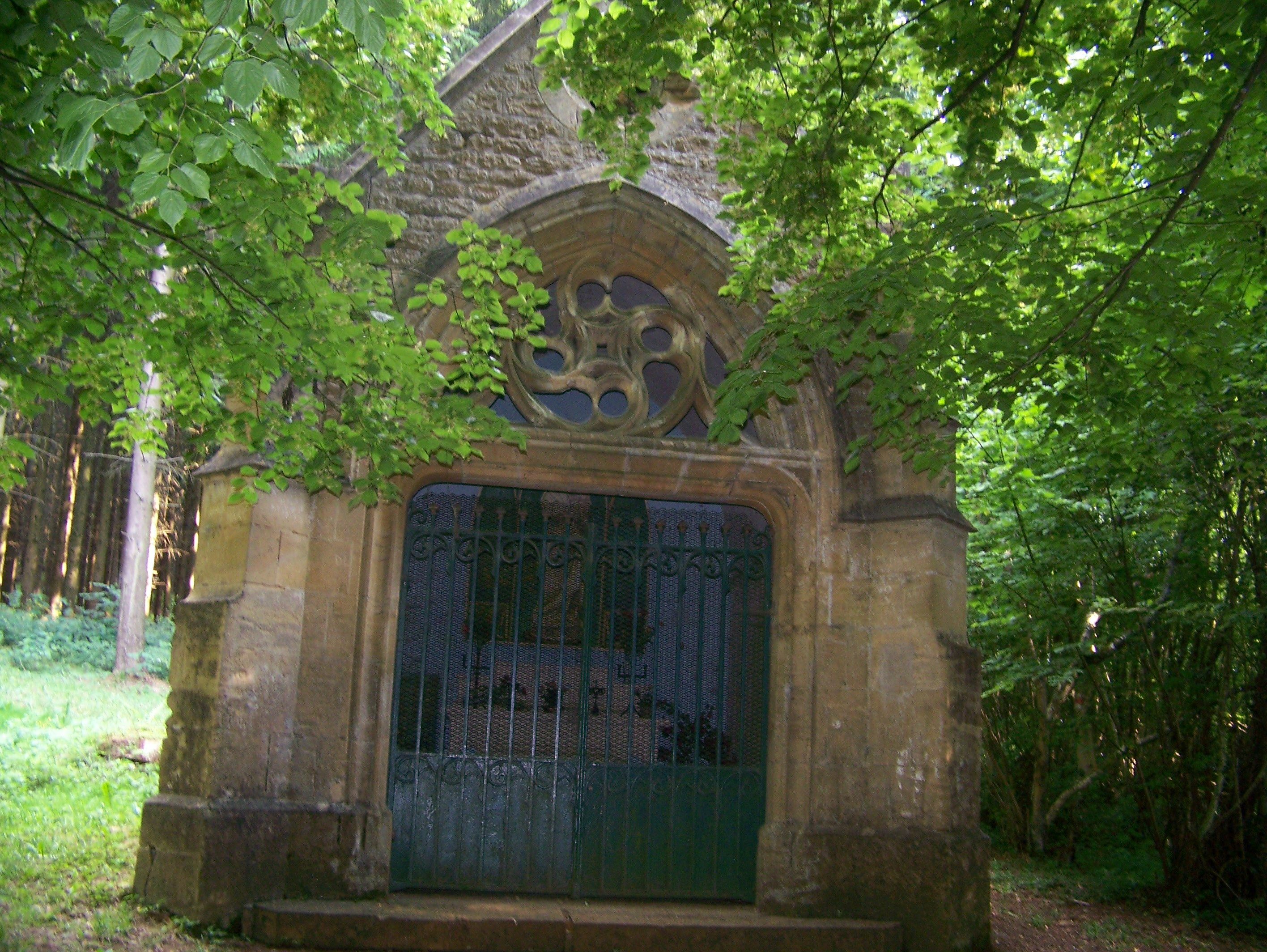
Vue de la chapelle.

- Les lavoirs : 
Trois lavoirs recueillent l'eau des sources qui descendent des collines.

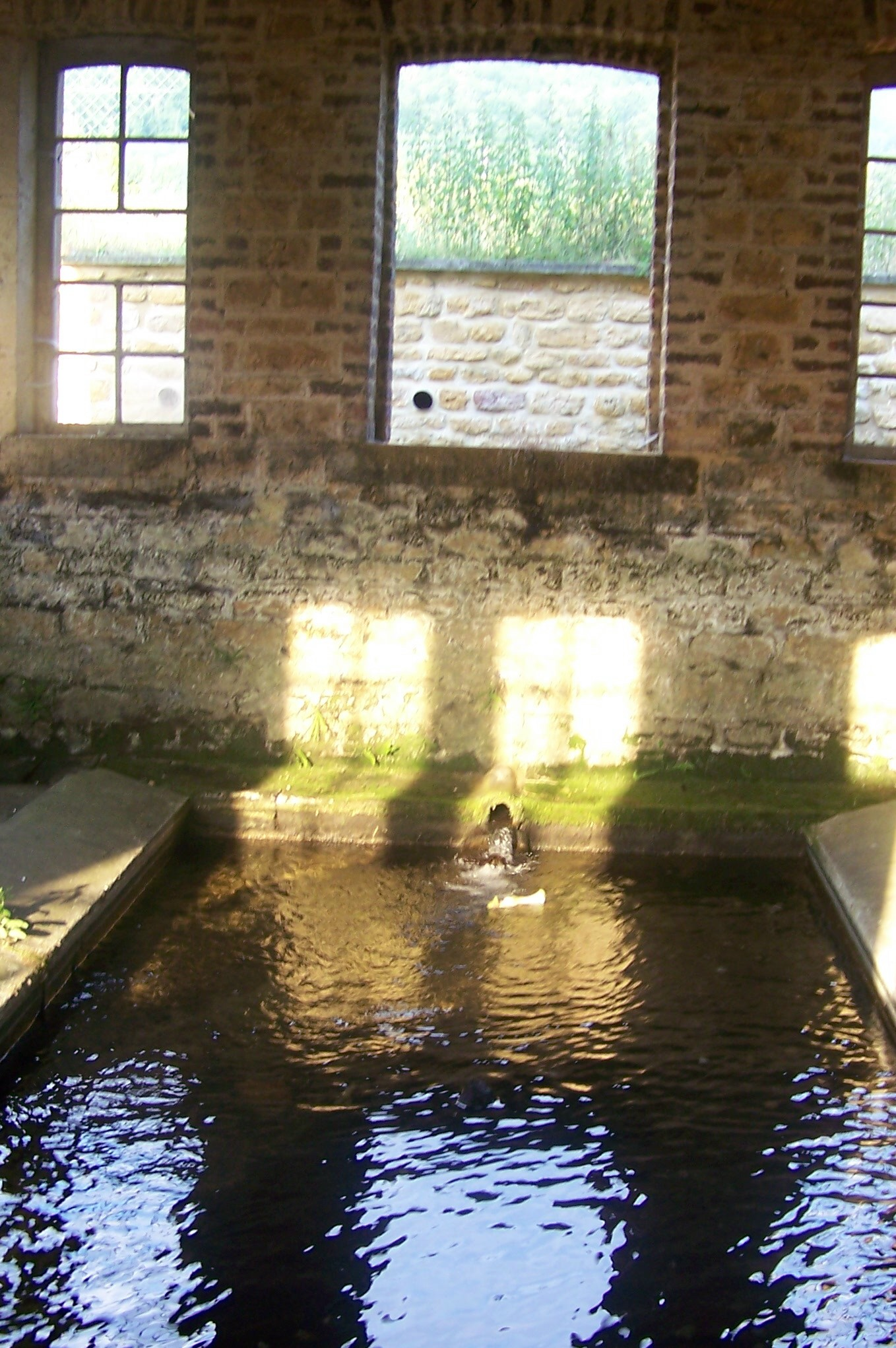
Le bassin du lavoir.
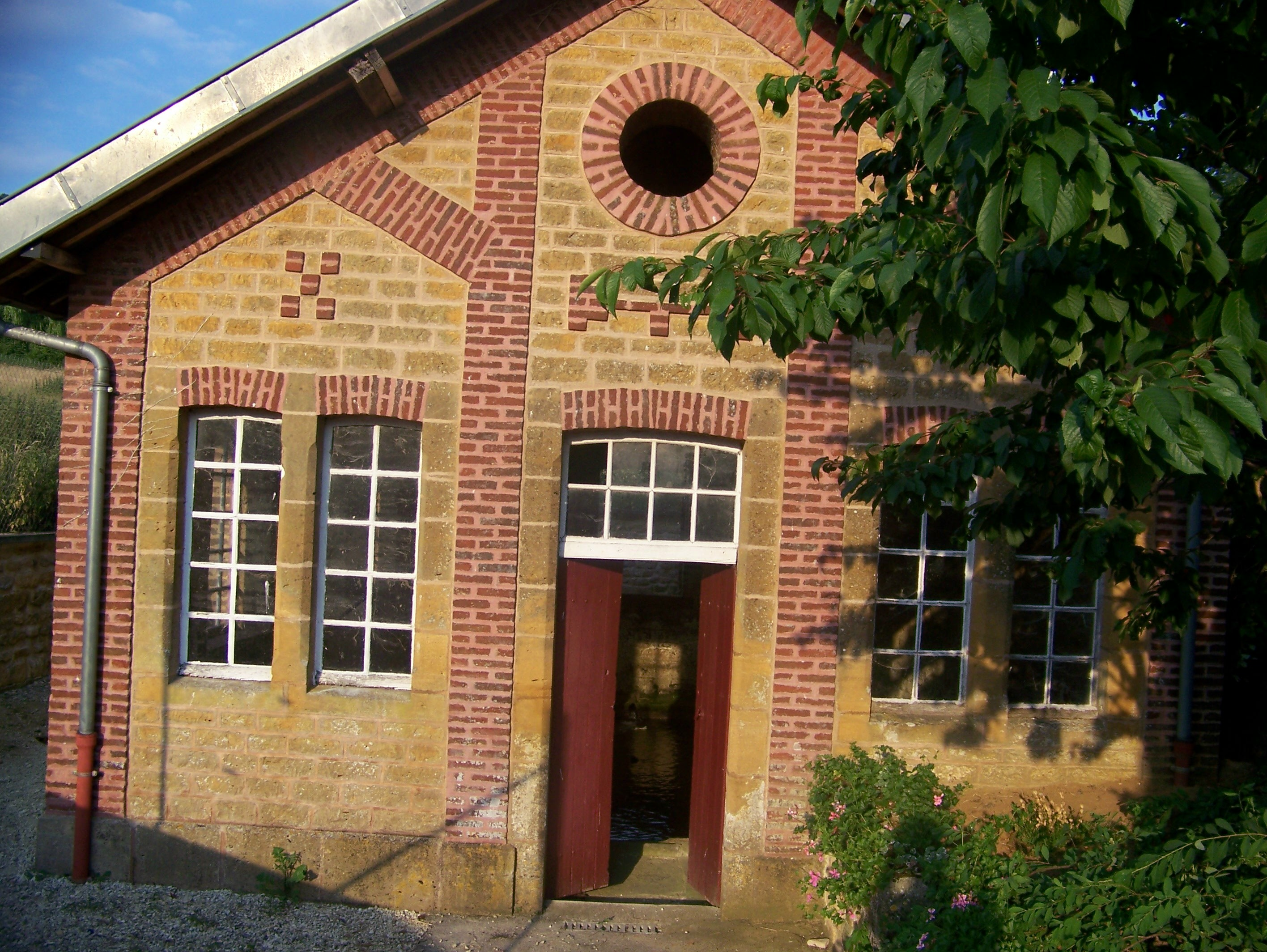
L'un des lavoirs.
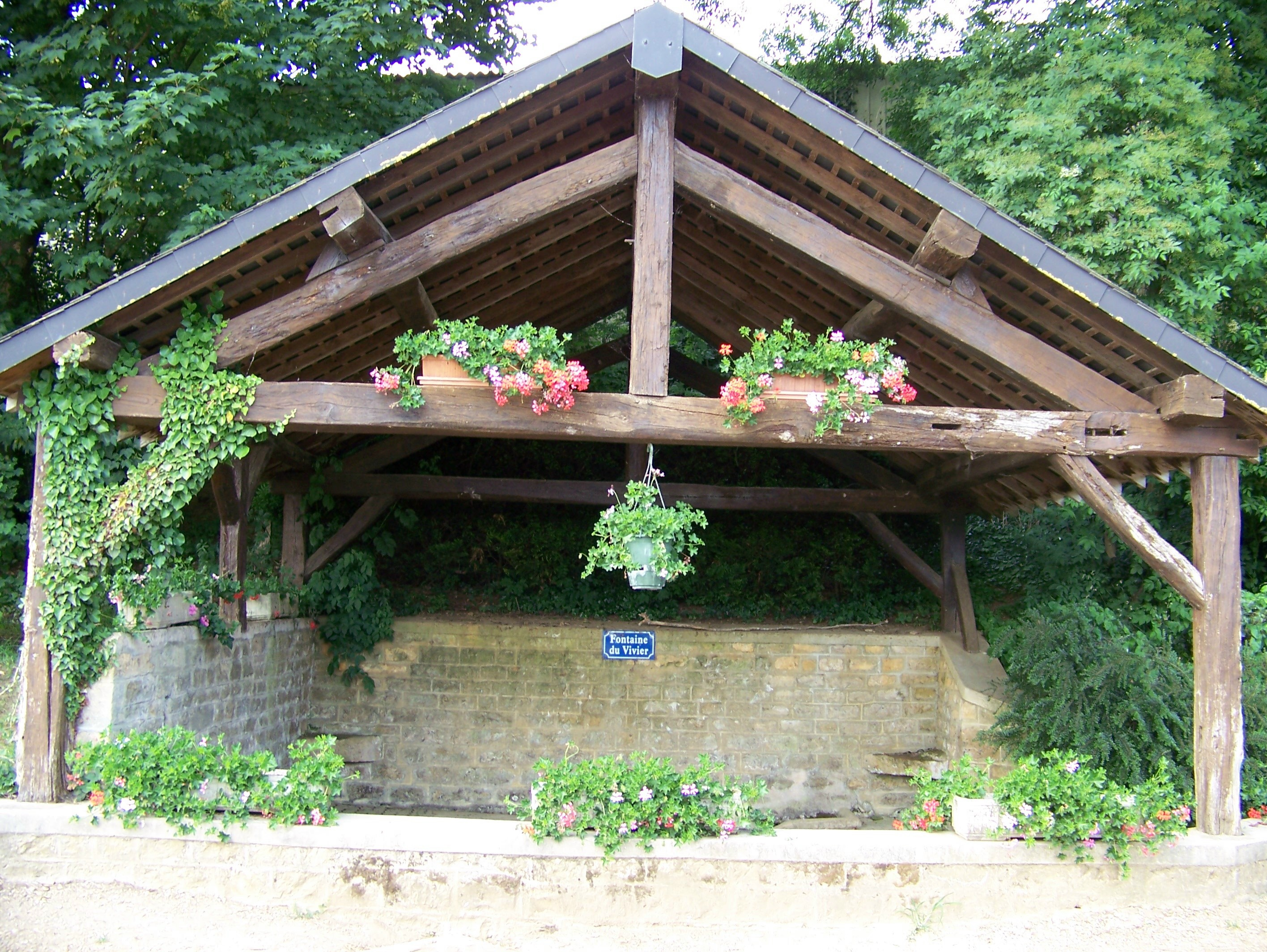
La fontaine du vivier.

### Personnalités liées à la commune
- Parmi les seigneurs de Cheveuges peuvent être cités les Roucy, une famille de souche ancienne[27] ayant tissée des liens avec d'autres familles de la noblesse ardennaise dont les Myrbrick[28]  et les princes de Sedan[29].

### Héraldique
| Blason de Cheveuges | Blason  | Écartelé : au 1er de gueules au chou d'or, au 2e d'argent à la coquille de gueules accompagnée de trois flanchis de sable, au 3e de sable au massacre de cerf d'argent, au 4e de gueules au bar d'or, sur le tout d'azur à la croix pattée d'or sur un pied perronné d'une marche du même mouvant de la pointe, cantonnée de quatre besants aussi d'or, le tout entouré d'un orle d'argent suivant son pourtour. |
| Blason de Cheveuges | Détails | Au I : le blason des Roucy (le chou). Au II : le blason des Collesson (la coquille Saint-Jacques). Au III : le blason des Mirbrick (les bois du cerf). Au IV : le symbole de la Bar. Au centre : la croix figurant au tympan de l'église. Le statut officiel du blason reste à déterminer. |